# Dalattimalia
Dalattimalia (Schoeniparus klossi) är en fågel i familjen marktimalior inom ordningen tättingar.

## Utseende
Dalattimalian är en mycket liten (10–13 cm) vitaktig och olivbrun timalia. Den har sotsvart hjässa och nacke med kontrasterande långa smutsvita streck. På huvudet syns vidare ett långt vitaktigt ögonbrynsstreck ovan ett svartaktigt ögon- och mustaschstreck, mindre tydligt än hos liknande och närbesläktade rostvingad timalia. Vingarna är rostfärgade med svartaktiga större täckare, medan resten av ovansidan samt bröstsidor och flanker är olivbruna. Stjärten är mörkbrun.

## Utbredning och systematik
Dalattimalian förekommer enbart på Langbianplatån i södra Vietnam. Vissa behandlar den som underart till rostvingad timalia (Schoeniparus castaneceps).

### Släktes- och familjetillhörighet
Länge placerades arterna i Schoeniparus, Lioparus, Fulvetta och Alcippe i ett och samma släkte, Alcippe, men flera genetiska studier Senare genetiska studier visar att de är långt ifrån varandras närmaste släktingar och förs nu istället vanligen till tre olika familjer: Schoeniparus i marktimaliorna, Fulvetta och Lioparus i sylviorna, och Alcippe i fnittertrastarna eller i den egna familjen Alcippeidae.

## Levnadssätt
Arten hittas i städsegrön lövskog, ungskog, bambustånd, skogsbryn och övergiven jordbruksbygd. Den livnär sig på insekter, ibland också sav från träd, som den födosöker efter på mosstäckta trädstammar likt en nötväcka. Fågeln ses vanligen i stora grupper om 20 till 40 fåglar. 

### Häckning
Fågeln häckar från januari till juni. Det kupolformade boet av mossa och torra löv placeras en till tre meter ovan mark i klängväxter eller mossa på en trädstam, i en buske, ett sly eller på marken bland mossa eller bräkenväxter. Däri lägger den tre till fyra ägg.

## Status
Arten har ett begränsat utbredningosmråde, men beståndet anses vara stabilt. IUCN kategoriserar arten som livskraftig.

## Namn
Fågelns vetenskapliga artnamn hedrar den engelske zoologen Cecil Boden Kloss (1877-1949).